# Дом културе Радивој Увалић Бата
| Дом културе Радивој Увалић Бата |                                     |
|                                 |                                     |
|                                 |                                     |
| Оснивач:                        | Општина Прокупље                    |
| Основан:                        | 1975.                               |
| Седиште:                        | Косте Војиновића 1 Прокупље, Србија |
| Веб презентација                | https://domkulturepk.com/           |
| Контакт:                        | 027/324370                          |

Дом културе Радивој Увалић Бата се налази у Прокупљу, и основан је 1975. године.Дом културе организује различите културне манифестације и обележавање датума који су значајни граду Прокупљу и Топличком крају.

## О дому културе
Дом културе у Прокупљу је једна од јавних установа града Прокупља, која обухвата углавном све облике културног и уметничког стваралаштва кроз подстицање аматерског рада. Обухвата све гране уметности, којима се бави професионално, а такође, омогућава и аматерима да негују и остваре своје таленте.
Дом културе у Прокупљу од оснивања окупља талентоване појединце и кроз редовни рад са децом и младима ствара будуће уметнике. Многи професионални глумци (Зоран Симоновић, Душан Јанићијевић, Михајло Костић, Урош Главацки, Љиљана Драгутиновић, Дејан Дедић и многи други) су потекли из ове установе.
Дом културе организује гостовања професионалних позоришта, музичких стваралаца класичне и традиционалне народне музике, биоскопске пројекције. Кроз размену програма са сродним установама у региону и ван граница Србије изводи своје програме на фолклорним и позоришним фестивалима.

## Манифестације у организацији Дома културе
На редовном програму се налазе следеће манифестације:
- ФЕДЕС фестивал дечјег стваралаштва
- Ивандањска ликовна колонија
- Сусрети младих песника Србије
- Културно лето (концерти народне, кафанске, староградске и евергрин музике)

Дом културе повремено издаје часопис за културу и друштвена питања „ТОК”, организује премијере позоришних представа, радионице различитог типа, књижевне конкурсе општинску и окружну смотру рецитатора, и значајне међународне манифестације.

## КУД Абрашевић
КУД је основан 1910.  године  под називом „Певски  збор Југбогдан”. После осам година подељен је на драмску трупу и „певачко-играорско“ друштво „Југовићи“ које 1921. године постаје „Раденичко друштво Абрашевић“ под којим именом и данас ради. Данашњи  КУД „ Абрашевић у свом саставу има  музичку  и фолклорну секцију.

## Аматерско позориште Хранислав Драгутиновић
Позориште има омладинску, дечију, и сцену за одрасле, као и школу глуме. 

## Књижевно друштво
Књижевно друштво „Раде Драинац“ званично је основано 1966. године. У склопу овог друштва основан је и часопис ТОК.

## Златно магаренце
Традиционална манифестација Дома културе настала 1996. која окупља сатиричаре и глумце.

## Ликовна секција
Ликовна секција траје од 2008. године организује Ивањданску ликовну колонију која се одржава почетком јула у манастиру Ајдановац.

## Галерија
- Дом културе Радивој Увалић Бата - Прокупље
- Дом културе Радивој Увалић Бата - Прокупље
- Дом културе Радивој Увалић Бата - Прокупље